# Doris Svensson
Doris Irene Olsson Marberg, känd under artistnamnet Doris, född Svensson 1 juli 1947 i Göteborg, död 15 januari 2023 i Göteborg, var en svensk sångare och elbasist. Hon arbetade med flera musikgrupper under 1960- och 1970-talen, och på albumet Did You Give the World Some Love Today Baby från 1970 medverkade flera kända musikpersonligheter.

## Biografi
Doris gjorde scendebut 1960,[källa behövs] och två år senare kom hennes första skiva, Singin’ the Blues med The Strangers. Hon sjöng därefter ett tag i dansbandet Weeds och senare i popgruppen Plums. Plums fick en hit 1967 med låten "Mama Didn’t Lie". Två år senare startade hon bandet Dandys; med dem fick hon också en listplacering med "Go Back to Daddy".
Den 30 oktober 1963 deltog Doris i teveprogrammet "Drop-In" på SVT, där även The Beatles, Boris, Gals and Pals och Lill-Babs framträdde i samma program.

### Did You Give the World Some Love Today Baby
År 1970 släpptes albumet Did You Give the World Some Love Today Baby. Gruppen hon spelade med på skivan bestod av Berndt Egerbladh på hammondorgel, Lucas Lindholm på bas, Bengt Carlsson på gitarr och Janne ”Loffe” Carlsson på trummor. Skivan sålde dock inte så bra och glömdes snart bort, men drygt 25 år senare blev skivan något av en kultskiva och ett eftertraktat samlarobjekt. Därför återutgavs albumet på CD 1996, med spår från albumen med Plums och Dandys.
Låtarna från albumet har sedan återkomsten använts i reklam och vinjetter. Spåret "Beatmaker" användes till programmet Doris i P3, titelspåret har använts i reklam för SOS Barnbyar och som signaturmelodi till Bästa formen (2005) och "What a Lovely Way" förekom bland annat i TV-serien Cleo. Spåret "Wouldn't That Be Groovy" har också använts i reklamfilmer för Ikea.

### Privat
Under 1970-talet uppträdde hon periodvis med sin dåvarande make Christer Olsson i dennes bansband "Noll 31". Så småningom lade hon dock musikkarriären helt på hyllan och började arbeta som undersköterska. Efter pensioneringen bodde hon kvar i Göteborg.

## Diskografi i urval
- 1960 – Singin’ the Blues (med The Strangers)
- 1969 – Svenssons Doris (LP, en sida på engelska, en sida på svenska)
- 1970 – Did You Give the World Some Love Today Baby (LP)
- 1996 – Did You Give the World Some Love Today Baby (återutgivning med bonusspår)

## Priser och utmärkelser
- 2018 – Invald i Swedish Music Hall of Fame [6]